# Twilight Time (album)
Twilight Time je album finské power metalové skupiny Stratovarius. První album financované z vlastních nákladů bylo původně vydáno pod názvem Stratovarius II. Později bylo vydáno labelem Shark Records s novým obalem a názvem Twilight Time. Bluelight také vydali nové vydání s jiným obalem. Basista Jari Behm se objevil na fotografii v bookletu a byl uveden jako spoluautor, ale všechny basové části na albu hrál Timo Tolkki.

## Seznam skladeb
1. „Break the Ice“ – 4:39
2. „The Hands of Time“ – 5:34
3. „Madness Strikes at Midnight“ – 7:18
4. „Metal Frenzy“ – 2:18
5. „Twilight Time“ – 5:49
6. „The Hills Have Eyes“ – 6:18
7. „Out of the Shadows“ – 4:07
8. „Lead Us into the Light“ – 5:45

## Obsazení
- Timo Tolkki – Kytara, zpěv, basová kytara
- Jari Behm – Basová kytara
- Antti Ikonen – Klávesy
- Tuomo Lassila – Bicí